# Mariacarla Boscono
Mariacarla Boscono (ur. 20 września 1980 w Rzymie) – włoska supermodelka i aktorka, ikona branży mody.

## Życiorys
Mariacarla większość swojego dzieciństwa spędziła podróżując. Wraz z rodzicami przeprowadzała się kolejno z Rzymu do Providence i Key West w Stanach Zjednoczonych, aż osiadła w wiosce niedaleko Mombasy w Kenii, gdzie, jak opisuje, „trwał najpiękniejszy okres w jej życiu”. Po powrocie do rodzimych Włoch siedemnastoletnia wówczas Boscono została odkryta przez przyjaciela rodziny- fotografa, który obudził w dziewczynie pasję do modelingu. Karierę rozpoczęła jednak dopiero 2 lata później, po skończeniu szkoły w 1999 roku.
Po pierwszych udanych występach na wybiegach Mediolanu i Paryża wyjechała do Nowego Jorku, gdzie podpisała kontrakt z DNA Model Management, który zapewnił jej kolejne pasmo sukcesów ogólnoświatowych. Współpracowała z największymi markami i najlepszymi fotografami. Nie schodząc z okładek czasopism od ponad 10 lat takich jak m.in. Vogue, L'Officiel, Elle czy Harper’s Bazaar wypracowała sobie pozycję ikony branży i stała się jedną z ulubionych modelek Karla Lagerfelda..
W 2005 roku w przeciągu dwóch tygodni wystąpiła w ok. 70 pokazach w trzech miastach (Paryż, Mediolan i Nowy Jork), ustanawiając rekord świata.
W przeszłości spotykała się m.in. z raperem Ghalim. . W październiku 2024 poślubiła swojego wieloletniego partnera, tyczkarza Claudio Stecchiego. 